# Cerylon amaroides
Cerylon amaroides là một loài bọ cánh cứng trong họ Cerylonidae. Loài này được Chevrolat miêu tả khoa học năm 1864.